# 13168 Деноконнелл
13168 Деноконнелл (13168 Danoconnell) — астероїд головного поясу, відкритий 6 грудня 1995 року.
Тіссеранів параметр щодо Юпітера — 3,341.